# Wybory prezydenckie na Słowacji w 2009 roku
Wybory prezydenckie na Słowacji odbyły się w dwóch turach 21 marca i 4 kwietnia 2009 roku. Prezydentem kraju na drugą kadencję pozostał Ivan Gašparovič.
W pierwszej turze wyborów zwyciężył urzędujący prezydent Ivan Gašparovič, na którego zagłosowało 876 061 obywateli (46,71%). Gašparovič w drugiej turze wyborów zmierzył się z kandydatką opozycji Ivetą Radičovą, na którą w pierwszej turze zagłosowało 713 735 Słowaków (38,05%). Frekwencja w pierwszej turze głosowania wyniosła 43,63%.
Druga tura zakończyła się zwycięstwem urzędującego prezydenta (uzyskał 55,53% głosów).
Słowacy mogli oddawać swoje głosy w 5519 lokalach wyborczych, od godz. 7.00 do 22.00. Uprawnionych go głosowania było 4,2 miliona Słowaków.

## Przed wyborami
Głównym faworytem wyborów był ubiegający się o reelekcję obecny prezydent Ivan Gašparovič, którego popierały dwa rządzące ugrupowania - lewicowy SMER premiera Roberta Fico i Słowacka Partia Narodowa (SNS) Jána Sloty, nie był jednak kandydatem z listy partyjnej. Rekomendowała go organizacja obywatelska „Nasz prezydent”, która zebrała 30 tysięcy podpisów pod petycją o jego ponowny wybór na głowę państwa. Głównym kontrkandydatem prezydenta była Iveta Radičová – była minister spraw socjalnych, która uzyskała nominację opozycyjnej, prawicowej SDKU byłego premiera Mikulasza Dzurindy.
W wyborach wystartował również František Mikloško (KDS), Zuzana Martináková (Wolne Forum), Milan Melník (ĽS-HZDS), Milan Sidor (KSS) i niezależna kandydatka lewicowa Dagmar Bollová.
Prezydent jest wybierany w wyborach bezpośrednich na 5-letnią kadencję. Termin zgłaszania kandydatów minął 29 stycznia, następne kilka dni słowacki parlament spędził na sprawdzaniu czy chętni do objęcia stanowiska prezydenta republiki spełnili wszystkie konstytucyjne wymagania niezbędne do ubiegania się o fotel głowy państwa.

## I tura
Pierwsza tura odbyła się 21 marca 2009 roku. Wzięło w niej udział siedmiu kandydatów. Frekwencja wyniosła 43,63%.
| Kandydat           | Partia                                       | Głosy     | %      |
| ------------------ | -------------------------------------------- | --------- | ------ |
| Dagmar Bollová     | bezpartyjna                                  | 21 378    | 1,14%  |
| Ivan Gašparovič    | bezpartyjny (popierany przez SMER, SNS, HZD) | 876 061   | 46,71% |
| Zuzana Martináková | Wolne Forum                                  | 96 035    | 5,12%  |
| Milan Melník       | ĽS-HZDS                                      | 45 985    | 2,45%  |
| František Mikloško | KDS                                          | 101 573   | 5,42%  |
| Iveta Radičová     | SDKU, KDH, SMK, OKS                          | 713 735   | 38,05% |
| Milan Sidor        | KSS                                          | 20 862    | 1,11%  |
| Razem              |                                              | 1 875 629 | 100%   |

## II tura
Druga tura odbyła się 4 kwietnia 2009 roku. Zmierzyło się w niej dwoje kandydatów z najlepszymi wynikami w pierwszej turze. Frekwencja wyniosła 51,87%.
| Kandydat        | Partia                                            | Głosy     | %      |
| --------------- | ------------------------------------------------- | --------- | ------ |
| Ivan Gašparovič | bezpartyjny (popierany przez SMER, SNS, HZD, KSS) | 1 234 787 | 55,53% |
| Iveta Radičová  | SDKU, KDH, SMK, OKS                               | 988 808   | 44,46% |
| Razem           |                                                   | 2 223 595 | 100%   |